# Waldviertelautobahn
Die Waldviertelautobahn war eine in Diskussion befindliche Autobahn durch das Waldviertel in Niederösterreich. Am 22. Dezember 2020 gaben Verkehrsministerin Leonore Gewessler und die niederösterreichische Landeshauptfrau Johanna Mikl-Leitner bekannt, dass das Vorhaben nicht weiter verfolgt wird.

## Vorgeschichte
Eine nicht näher definierte Autobahn durch das Waldviertel taucht immer wieder als regionalpolitische Forderung auf. Sie möge der Region wirtschaftlichen Aufstieg bringen und der Abwanderung entgegenwirken.

## Projekt 2018
Die Niederösterreichische Landesregierung präsentierte im Mai 2018 eine völlig neue Verkehrsachse durch das Waldviertel, die Linz mit der Weinviertler Schnellstraße und der Nord Autobahn und damit zentrale Wachstumsräume wie Linz oder Süddeutschland mit dem Nordosten Niederösterreichs und Zentren wie Brünn verbinden soll. Bisher wurden aber keine konkreten Trassenvarianten vorgelegt, sondern nur ein Korridor definiert.

## Prüfung
In einer Antwort auf eine parlamentarische Anfrage gab Norbert Hofer, damaliger Minister für Verkehr, Innovation und Technologie, bekannt, dass mit 29. Oktober 2018 noch kein prüffähiger formeller Vorschlag für eine Netzveränderung zur Einleitung einer Strategischen Prüfung - Verkehr vorlag und daher noch nicht beurteilt werden könne, ob und wann eine Umweltverträglichkeitsprüfung eingeleitet werden würde. Im Frühjahr 2019 wurde derartige Prüfung eingeleitet.

## Kritik

### Immissionen
Kritiker befürchten, dass das Projekt zu einer erhöhten Gesundheitsbelastung durch vermehrte Immissionen, insbesondere durch Lärm und Feinstaub, führen wird. Gutachten zu vergleichbaren Straßenbauprojekten hätten ergeben, dass es selbst in einem Kilometer Entfernung von einer Autobahn noch zu erhöhter Lärmbelastung kommt.
Der Grüne Landtagsabgeordnete Ecker warnte insbesondere auch vor erhöhtem Abgasausstoß sowie der Gefährdung der Lebensqualität in der Gemeinde Hollabrunn, durch die die „Transitschneise“ verlaufen solle.

### Wirtschaftliche Aspekte
Harald Frey, Verkehrsexperte der Technischen Universität Wien, warnt vor den massiven Auswirkung des Baus von Autobahnen auf den ländlichen Raum. Schneller Verkehr führe zum Abfluss von Kaufkraft. Während lokale Wirtschaft leiden würde, profitieren lediglich Transitunternehmen sowie Großkonzerne. Er belegt dies mit dem Einbruch der regionalen Wirtschaftsleistung Lungaus nach Bau der Tauernautobahn. Zudem würde wertvolles Ackerland im Ausmaß bis zu 2.000 Hektar durch die Autobahn verbaut.

## Entscheidung gegen den Bau
Am 22. Dezember 2020 gaben Verkehrsministerin Leonore Gewessler (Grüne) und die niederösterreichische Landeshauptfrau Johanna Mikl-Leitner (ÖVP) auf einer Pressekonferenz bekannt, dass statt einer Autobahn Investitionen in den öffentlichen Verkehr und in das Landesstraßennetz in Höhe von 1,8 Milliarden Euro beschlossen wurden, davon etwa 850 Millionen Euro für den Ausbau des Schienennetzes und rund 500 Millionen für Umfahrungsstraßen.